# آغچه‌قشلاق (میانه)
آغچه‌قشلاق یکی از روستاهای استان آذربایجان شرقی است که در دهستان تیرچایی بخش کندوان شهرستان میانه واقع شده‌است.
کوثر علی شهبازی (سلجوق) در سال ۱۳۴۱ شمسی در روستای آغچه‌قشلاق به دنیا آمد و در سنین نوجوانی همزمان با نقل مکان کردن به استان تهران شروع به یادگیری موسیقی عاشیقی نمود. به درخواست و پیگیری‌های عاشیق شهبازی برای نخستن‌بار بعد از انقلاب موسیقی عاشیقی به رسمیت شناخته شد و در صدا و سیما پخش شد.